# 恋せよ乙女 (WANDSの曲)
「恋せよ乙女」（こいせよおとめ）は、WANDSの6枚目のシングル。

## 概要
東芝EMIからリリースされた最後のシングル。
表題曲は、前作「愛を語るより口づけをかわそう」と同様、「ブティックJOY」のCMソングに使用された。

## プロモーションビデオ
PVはショートクリップが撮影され、スタジオでのライブと、メンバーそれぞれのレコーディング風のカットで構成される。

## 記録
ビーイング系のシングルが1993年3月29日付から7月26日付のオリコンチャートで18週連続1位を獲得した最後のシングルである。

## 収録曲
| 全作詞: 上杉昇、全編曲: 葉山たけし。 |                                      |           |          |      |
| #                                    | タイトル                             | 作詞      | 作曲     | 時間 |
| 1.                                   | 「恋せよ乙女」                       | 上杉昇    | 大島康佑 | 3:31 |
| 2.                                   | 「ありふれた言葉で」                 | 上杉昇    | 柴崎浩   | 5:22 |
| 3.                                   | 「恋せよ乙女」(オリジナル・カラオケ) | 上杉昇    |          | 3:30 |
| 合計時間:                            | 合計時間:                            | 合計時間: | 12:23    |      |

## 楽曲解説
1. 恋せよ乙女
  - ブティックJOY CMソング。
  - 作曲は、WANDSの元メンバーである大島康祐（現・大島こうすけ）。
  - 第2期のライブでは一度も演奏されなかったが、第5期の配信ライヴで初めて演奏された。
2. ありふれた言葉で

## 収録アルバム
- Little Bit… (#1)
- SINGLES COLLECTION+6 (#1,2、#1はリミックスバージョン)
- WANDS BEST 〜HISTORICAL BEST ALBUM〜 (#1)
- BEST OF WANDS HISTORY (#1)
- complete of WANDS at the BEING studio (#1)
- BEST OF BEST 1000 WANDS (#1)
- WANDS BEST HITS (#1,2)
- COUNTDOWN BEING (#1)
- BEST HIT BEING (#1)
- キミが好きだと叫びたい 〜Love & Yell〜（#1）
- Version 5.0 (#2、第5期アコースティックバージョン)